# Военно-морская академия «Гранма»
Военно-морская академия «Гранма» (исп. Academia Naval Granma) — военное учебное заведение Республики Куба.
Находится к востоку от столицы страны, на берегу реки Санта Ана.

## История
Проблема подготовки кадров для военно-морских сил страны возникла вскоре после создания военно-морского флота Кубы, и в соответствии с президентским декретом № 80 от 28 января 1916 года в порту Мариель в особняке "Palacio de Rubens" 1911 года постройки была открыта морская академия (Academia Naval de Mariel), начавшая подготовку специалистов для кубинского военного и торгового флота.
Начавшийся в 1929 году экономический кризис осложнил положение в экономике страны и вызвал сокращение государственных расходов, однако после начала второй мировой войны в 1939 году они вновь были увеличены. В дальнейшем, в условиях начавшихся боевых действий в Атлантике активизировалось военное сотрудничество Кубы и США.
После победы Кубинской революции в январе 1959 года началось создание новых вооружённых сил. Проблема подготовки кадров для военно-морского флота в это время стояла особенно остро, в связи с островным положением государства и необходимостью восстановления системы охраны государственных морских границ, при этом США прекратили сотрудничество с правительством Ф. Кастро, стремились воспрепятствовать получению Кубой помощи из других источников и ввели санкции против Кубы, а часть кадровых военных эмигрировала из страны.
16 октября 1959 года была создана военно-морская академия (Academia Naval de la Marina de Guerra Revolucionaria), в 1961 году она выпустила первых специалистов.
В 1987 году академия получила новое название - Военно-морская академия «Гранма» (в память о моторной яхте «Гранма», на которой в декабре 1959 года прибыл на остров отряд повстанцев Ф. Кастро).
В начале 1990-х годов началось сокращение численности вооружённых сил страны (в том числе, флота), военные расходы были уменьшены. В сложившихся условиях академия увеличила подготовку специалистов гражданских специальностей для морского торгового флота.

## Современное состояние
Академия готовит специалистов по восьми специальностям. Продолжительность подготовки составляет пять лет.
На балансе академии находится учебное судно "Carlos Manuel de Céspedes".